# Коновалов, Дмитрий Петрович
Дми́трий Петро́вич Конова́лов (10 (22) марта 1856, село Ивановцы Екатеринославской губернии (ныне Днепропетровская область) — 6 января 1929, Ленинград) — русский, советский химик, метролог, специалист в области физической химии, термохимии и калориметрии, оказавший огромное влияние на развитие химической науки в целом, — на становление и развитие промышленности России, один из основоположников учения о растворах, химической термодинамики, общественный и государственный деятель, действительный член АН СССР (1923).

## Биография
- 1873 — окончил Екатеринославскую гимназию с золотой медалью.
- 1873, осень — поступил на заводское отделение Санкт-Петербургского Горного института.
- 1878 — окончив с отличием Горный институт со званием горного инженера 1-го разряда (его имя как первого в выпуске было занесено на мраморную доску в актовом зале института), Дмитрий Коновалов поступил вольнослушателем на физико-математический факультет Санкт-Петербургского университета, где его учителем стал академик А. М. Бутлеров; высшую математику он изучал у П. Л. Чебышёва, курс физиологии читал И. М. Сеченов.
- 1880 — первый научный труд Д. П. Коновалова — «О прямом нитровании жирных углеводородов».
- 1880 — завершив занятия в университете, Д. П. Коновалов по рекомендации 2-го его учителя Д. И. Менделеева, незадолго перед тем вернувшегося из заграничной командировки, уехал в Страсбург (Германия), где под руководством А. Кундта начал работу по теме своей будущей магистерской диссертации — «Упругость пара растворов».
- 1881 — получил степень доктора философии и магистра естественных наук Страсбургского университета и вернулся в Петербург, где в 1882 году был назначен ассистентом по аналитической химии к Н. А. Меншуткину .
- 1884 — защитил магистерскую диссертацию «Об упругости пара растворов» (издана трижды: 1884, 1909 и 1928), в которой изложены законы (сформулированы в 1881—1884), получившие его имя, и принесшие ему мировую известность — им суждено было стать основополагающими в исследованиях многих учёных[3].
- 1885 — защита докторской диссертации — «Роль контактных действий в явлениях диссоциации», в которой он впервые ввёл понятие активной поверхности, имевшей большое значение для развития теории гетерогенного катализа и химической кинетики.
- 1886—1907 — профессор Петербургского университета. Он активно участвовал в работе Русского физико-химического и Русского технического обществ[4].
- 1890—1907 — возглавил кафедру неорганической химии СПб университета — одну из старейших в России (основана в 1867), из неё впоследствии была выделена первая в России кафедра физической химии (1914)[5].
- 1894—1897 — профессор химии Института инженеров путей сообщения императора Александра I. С 1899 года начинает чтение лекций в Горном институте[4].
- 1903—1905 — директор Петербургского горного института. Студенческие волнения 1904 года в институте петербуржцы называли «коноваловскими».
- 1907 — директор Горного департамента; присвоено звание заслуженного профессора Санкт-Петербургского университета.
- 1908—1915 — товарищ (заместитель) министра торговли и промышленности[6].
- 1915 — почётный председатель IX Международного Конгресса по прикладной химии в Санкт-Петербурге, проходившего с 8 по 14 августа;
- 1916—1918 — профессор Петроградского технологического института.
- C 1918 — профессор Петроградского и Екатеринославского университетов.
- 1919—1922 — директор Научно-исследовательского химико-энергетического института в Екатеринославе. Участвует в восстановлении химической промышленности Украины. С 1918 по 1922 год он живет и работает в Днепропетровске[4].
- 1921 — избран членом-корреспондентом АН СССР.
- С 1922 — Д. П. Коновалов президент Главной палаты мер и весов и профессор Петроградского технологического института.
- 1923 — действительный член Академии Наук СССР.
- 1926 — член коллегии Высшего Совета народного хозяйства СССР[4].
- 1922 — председатель химического отделения, а в 1923—1926 и в 1927—1928 — президент, 1928 — почётный член Русского физико-химического общества
- 1926—1928 — состоял в Международном комитете мер и весов.
- 1929 — Умер 6 января 1929 года в Ленинграде. Похоронен на Новодевичьем кладбище в Санкт-Петербурге[7].

## Вклад в науку
Научная деятельность Д. П. Коновалова чрезвычайно многогранна. Ему принадлежат многочисленные исследования в области физической химии, органической химии, технической химии, метрологии. Однако центральное место в научном творчестве Д. П. Коновалова всё-таки занимают его работы по различным вопросам именно физической химии. Достижения учёного в этой области составляют основное ядро его научного наследия — здесь круг его интересов очень широк: исследования Д. П. Коновалова относятся к таким важнейшим её разделам, как теория растворов, химическое равновесие, химическая кинетика и катализ и др.
В то время, как в физике мы имеем дело с непрерывно протекающими явлениями, с непрерывно изменяющимися сплошными величинами, химия всё своё внимание с самого начала сосредотачивает на величинах раздельных. Могущественный толчок новому объединяющему движению даёт учение об энергии и открытия С. Клер-Девилля явлений диссоциации. Химическое сродство определяется как вид энергии, подчинённый вместе с физическими действиями общему закону сохранения энергии. Возникают новые приёмы в расследовании явлений, приписываемых сродству, и особенности этих приёмов вызывают образование нового отдела науки — физико-химии. — Из выступления Д. П. Коновалова на X съезде русских естествоиспытателей и врачей

### Теория растворов
Развивая свою теорию растворов Д. И. Менделеев исходил из положения, что между соединениями и растворами отсутствует граница — процесс растворения определяют химические силы, которые и приводят к образованию конкретных соединений. Ещё в 1860-годы, когда он был занят исследованием водно-спиртовых растворов, Д. И. Менделеев следовал таким соображениям. Начало исследования им растворов напрямую связано с учением о химическом соединении, однако во взглядах его тогда отсутствовала идея диссоциации и ассоциации, о чём свидетельствуют его лекции этого периода. Формулировку своих взглядов на природу растворов как на соединения, находящиеся в состоянии диссоциации Д. И. Менделеев дал в 1870-е годы.
Д. П. Коновалов, приступая к исследованиям упругости пара растворов, и следуя менделеевским представлениям, пишет в магистерской диссертации:
...Немногие учёные, отказавшись вовсе от попытки провести границу между химическими соединениями и растворами, характеризуют эти последние как химические соединения в состоянии разложения. Как на образец последовательности в этом отношении укажу на известное сочинение Д. И. Менделеева "Основы химии". ...Изучение растворов должно привести к разъяснению условий образования определённых химических соединений, к определению тех начал, которыми обуславливается существование лишь ограниченного числа устойчивых форм определённых химических соединений.
В то время, когда Д. П. Коновалов начал свою работу, концентрированные растворы исследовались в основном по удельным весам, и учёному принадлежит заслуга, заключающаяся в том, что он одним из первых начал систематическое использование наблюдений разнообразных свойств растворов (общее и парциальное давления, температура кипения, электропроводность, растворимость, осмотическое давление, калорические факторы). Опираясь на результаты изучения растворов по давлению пара и температуре кипения, Д. П. Коновалов приходит к убеждению, что изменение давления пара при образовании раствора может являться характеристикой химического взаимодействия его компонентов, а интенсивность взаимодействия таковых сказывается на их способности испаряться. Рассматривая растворы как частный случай химического равновесия, Д. П. Коновалов пришёл к тому, что изменение давления пара при изменении состава и температуры раствора отражает влияние их на его химическое равновесие; с целью определения влияния природы компонентов на характер их взаимодействия, он исследует водные растворы тех веществ, которые образуют гомологические ряды — предельные спирты и предельные кислоты.
Но основным результатом настоящего исследования явилось установление общих термодинамических положений — законов Коновалова. Открытие их произошло в тот момент, когда фактически ещё не были известны основные закономерности, управляющие фазовыми процессами. Работы Дж. Гиббса по термодинамике гетерогенных систем (1875—1878) ещё не были никому известны. Влияние этих работ на учения о гетерогенных системах получило развитие только после 1893 года, благодаря работам Ван дер Ваальса и его учеников. В годы открытия Д. П. Коноваловым своих законов в науке ещё не были известны условия фазовых процессов.
Д. П. Коновалов, изучая давление, впервые сформулировал в простой количественной форме условия равновесия фаз в виде равенства парциальных давлений компонентов; это весьма общее положение дало ему возможность обоснования условия равновесия двух жидких фаз — расслаивающихся растворов, и условия устойчивости кристаллогидратов. Интересно, что одновременно с Д. П. Коноваловым Бакхёйс Розебом, один из основателей учения о фазовых равновесиях, эмпирически пытается найти условие устойчивости кристаллогидратов. Д. П. Коновалов в своём докладе на заседании РФХО показывает, что экспериментальные данные Б. Розебума, хорошо согласуясь с его теоретическими выводами, подтверждают их правильность.

### Кафедра физической химии
Историю кафедры физической химии Санкт-Петрбургского университета — первой в России, следует вести от основоположника самой этой дисциплины — Михаила Васильевича Ломоносова. Только более чем через сто лет, в 1859 году в химической лаборатории Санкт-Петербургского университета, Д. И. Менделеев приступил к физико-химическим исследованиям — «главному предмету» своих занятий, о чём в декабре 1860-го он пишет из Гейдельберга попечителю Санкт-Петербургского учебного округа И. Д. Делянову. В 1882 году Д. П. Коновалов, первый продолжатель воззрений Д. И. Менделеева в развитии исследований растворов, был зачислен старшим лаборантом, а затем — ассистентом кафедры химии физико-математического факультета университета. А 24 октября 1884 года уже защитивший к тому времени магистерскую диссертацию приват-доцент Д. П. Коновалов был допущен к чтению лекций, и начал вести необязательный курс физической химии.
Потребность преподавания «новой» дисциплины, которая нуждалась также и в новой базе для практических занятий, была очевидной, но, как водится, не для администрации — только к концу 1880-х было принято решение о строительстве новой химической лаборатории. В 1890 году комиссия под председательством Н. А. Меншуткина, Д. П. Коновалова и И. И. Боргмана (в том же году Д. И. Менделеев был вынужден уйти из университета) приступила к разработке её проекта (арх. А. Ф. Красовский), а открыта она была во дворе «Двенадцати коллегий» 16 октября 1894 года, между тем, лаборатория для занятий собственно физической химией была организована лишь в 1910 году.
Чрезвычайные успехи физико-химии одна из выдающихся особенностей современного состояния физико-математических знаний... Во многих университетах Запада уже введено регулярное преподавание физико-химии... У нас в химической лаборатории выделена для занятий физико-химией лишь небольшая её часть... Возможно было бы устроить практические занятия в каком-нибудь временном помещении... Постановка дела должна представлять стройное, законченное целое, когда интерес к преподаванию и его научный уровень будут поддерживаться самостоятельными научными исследованиями, обставленными вполне современными научными средствами... — Из обращения Д. П. Коновалова к Совету физико-математического факультета 
Хоть Д. П. Коновалов и не застал открытия кафедры в качестве сотрудника университета, поскольку он к тому времени был обременён другими обязанностями, его роль в формировании этого научного подразделения очень велика. Д. П. Коновалов принимал активное участие в работе «Малого химического общества» — неофициальной студенческой организации, которая давала простор для научного творчества молодёжи. Сказалась и его требовательность на уровне подготовки будущих создателей и сотрудников кафедры — чтобы попасть в «физико-химическую республику» — так именовали лабораторию Д. П. Коновалова, необходимо было сдать экзамен по этому предмету. Не случайно именно ученики Д. П. Коновалова Е. В. Бирон и М. С. Вревский, приложившие много сил для устройства лаборатории, более всего сделали и для создания кафедры: первый — ещё в 1891 году был лабораторным ассистентом Дмитрий Петровича, в 1902 году — вёл практикум, а осенью 1908 — разработал и вёл курс физической химии, ещё в 1910 году — добивался обязательного её курса, а второй — осенью 1914 года сумел, наконец, доказать необходимость учреждения и начал вести обязательный курс физической химии, что и считается началом существования кафедры этой науки в Санкт-Петербургском университете.
В 1914 году Д. П. Коновалову РФХО присудило только что учреждённую первую Большую премию им. Д. И. Менделеева «За совокупность его исследований в области растворов и за научно-педагогическую деятельность, результатом которой явилась оригинальная школа русских физикохимиков».

### Школа
В университете у Д. П. Коновалова учились А. А. Байков, Е. В. Бирон, Н. А. Булгаков, В. И. Вернадский, М. С. Вревский, А. И. Горбов, В. И. Долголенко, И. И. Жуков, Ж. И. Иоцич, В. Я. Курбатов, Б. Н. Меншуткин, В. А. Яковлев.

## Память
В честь Д. П. Коновалова названа улица в Нижнем Новгороде.